# Droit gallois
Le droit gallois (en gallois : Cyfraith Cymru) est la législation primaire et secondaire produite par le Parlement gallois, selon la dévolution du pouvoir accordée au gouvernement du pays de Galles en 2006. Il fait partie du droit anglais, lui même faisant partie du droit britannique.

## Présentation
À la différence de l'Écosse et de l'Irlande du Nord, le système légal gallois est le même qu'en Angleterre, ces nations constitutives formant une même juridiction au sein du droit britannique, connue comme Angleterre et pays de Galles (en anglais : England and Wales ; en gallois : Cymru a Lloegr). Le système juridique gallois, autrefois distinct, fut aboli après l'adoption de l'Acte d'Union de 1536. Le droit gallois (en gallois : Cyfraith Cymru) est une partie constitutive du droit anglais, ne concernant que la législation primaire et secondaire produite (quasi-lois, anciennement « mesures de l'Assemblée nationale », à l’échelle du pays de Galles) par le Parlement gallois, selon la dévolution du pouvoir accordée au gouvernement du pays de Galles par le Government of Wales Act 2006. L'Assemblée nationale du pays de Galles a ainsi moins de pouvoirs que Parlement écossais ou l'Assemblée d'Irlande du Nord.
Chaque loi adoptée au pays de Galles est appelée Act of the Assembly. La première loi de l'assemblée proposée officiellement portait le nom de NHS Redress (Wales) Measure 2008. Elle dispose pleinement de ses compétences depuis mai 2007, la première fois en 500 ans que le pays de Galles peut adopter ses propres lois (depuis que le Cyfraith Hywel, une version du droit celte, fut aboli et remplacé par le droit anglais par l'acte d'Union adopté de 1535 à 1542 par le roi Henri VIII).

## Sources

## Compléments